# Gershøj Sogn
Gershøj Sogn 

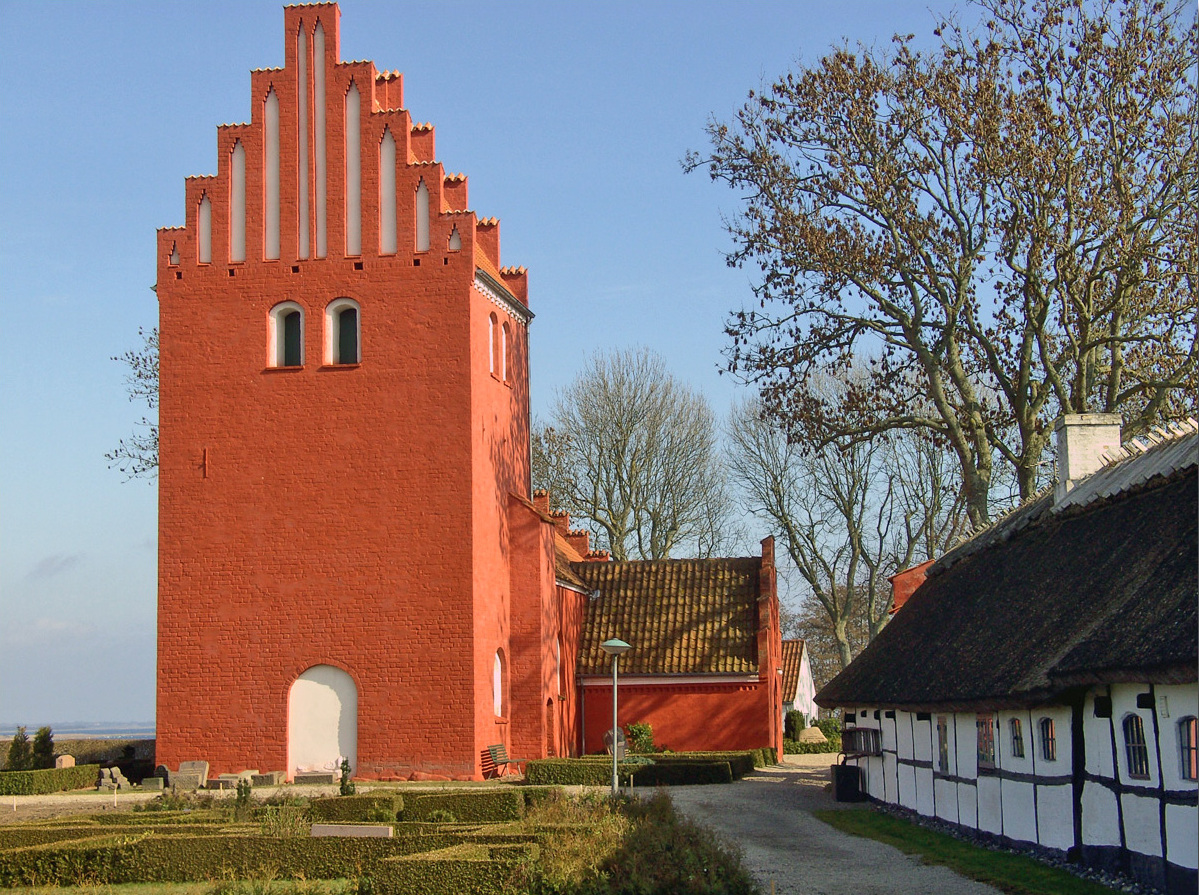
Gershøj Kirke

ist eine Kirchspielsgemeinde (dän.: Sogn)
auf der Insel Sjælland im südlichen Dänemark.
Bis 1970 gehörte sie zur Harde Voldborg Herred im damaligen Københavns Amt (bis 1808: Roskilde Amt), danach zur Bramsnæs Kommune im „neuen“ Roskilde Amt, die im Zuge der  Kommunalreform zum 1. Januar 2007 in der Lejre Kommune in der Region Sjælland aufgegangen ist.
Im Kirchspiel leben 504 Einwohner, im Kirchdorf, das zum größeren Teil auf dem Gebiet des Sæby Sogn liegt, insgesamt 694 (Stand: 1. Januar 2023). Im Kirchspiel liegt die Kirche „Gershøj Kirke“.
Nachbargemeinden sind  im Süden und Westen Sæby Sogn und im Norden Skibby Sogn in der Frederikssund Kommune.